# Morgen (chanson)
Pour les articles homonymes, voir Morgen et Morgen !.
Chansons représentant les Pays-Bas au Concours Eurovision de la chanson
Ring-dinge-ding
(1967) De troubadour
(1969)
Morgen est une chanson écrite par Theo Strengers, composée par Joop Stokkermans et interprétée par le chanteur Ronnie Tober, sortie en 1968 en single 45 tours. C'est la chanson représentant les Pays-Bas au Concours Eurovision de la chanson 1968.
Ronnie Tober a également enregistré la chanson en anglais sous le titre Someday (« Un jour »).

## À l'Eurovision

### Sélection
La chanson est sélectionnée le 28 février 1968 par la NTS au moyen du Nationaal Songfestival 1968 pour représenter les Pays-Bas au Concours Eurovision de la chanson 1968 le 6 avril à Londres, Angleterre, au Royaume-Uni.

### À Londres
La chanson est intégralement interprétée en néerlandais, langue officielle des Pays-Bas, comme l'impose la règle entre 1966 et 1972. L'orchestre est dirigé par Dolf van der Linden.
Morgen est la deuxième chanson interprétée lors de la soirée du concours, suivant Verão de Carlos Mendes pour le Portugal et précédant Quand tu reviendras de Claude Lombard pour la Belgique.
À l'issue du vote, elle obtient 1 point, se classant 16e — ex aequo avec Kun kello käy de Kristina Hautala pour la Finlande — sur 17 chansons,.

## Liste des titres
| A1. | Morgen           | Joop Stokkermans, Theo Strengers |  |
| B1. | Die ouwe pianola | Ad van de Gein, Wim van Dam      |  |

## Historique de sortie
| Pays     | Date | Format   | Label   |
| -------- | ---- | -------- | ------- |
| Pays-Bas | 1968 | 45 tours | Philips |